# Pallasiola
Pallasiola is een geslacht van kevers uit de familie bladkevers (Chrysomelidae).
De wetenschappelijke naam van het geslacht werd in 1925 gepubliceerd door Jacobson.

## Soorten
- Pallasiola absinthii (Pallas, 1773)
- Pallasiola pamirica (Mandl, 1968)